# Montgomery'ske kirtler
Montgomery'ske kirtler (Glandulae Montgomery, Glandulae areolares) er 10-15 små talgkirtler i areola i området omkring brystvorten. Der ligner små buler eller knopper på areola og producerer et fedtholdigt olieagtigt hvidt sekret der beskytter brystvorten og areola under amning. Masseres eller trykkes brystvorten vil der blive produceret sekretet. Kirtlerne bliver hævet når brystvorten er stiv hvilket gør dem specielt synlige. 
En hævelse af de Montgomery'ske kirtler er et tidligt tegn på graviditet. Hvis kirtlerne tilstoppes kan der dannes talgcyster hvilket i sjældent tilfælde kan medføre betændelse.
De er opkaldt efter William Fetherstone Montgomery (1797-1859), en irsk obstetriker der var den første til at videnskabeligt beskrive dem.